# Лабораторія швидкісних автомобілів — ХАДІ

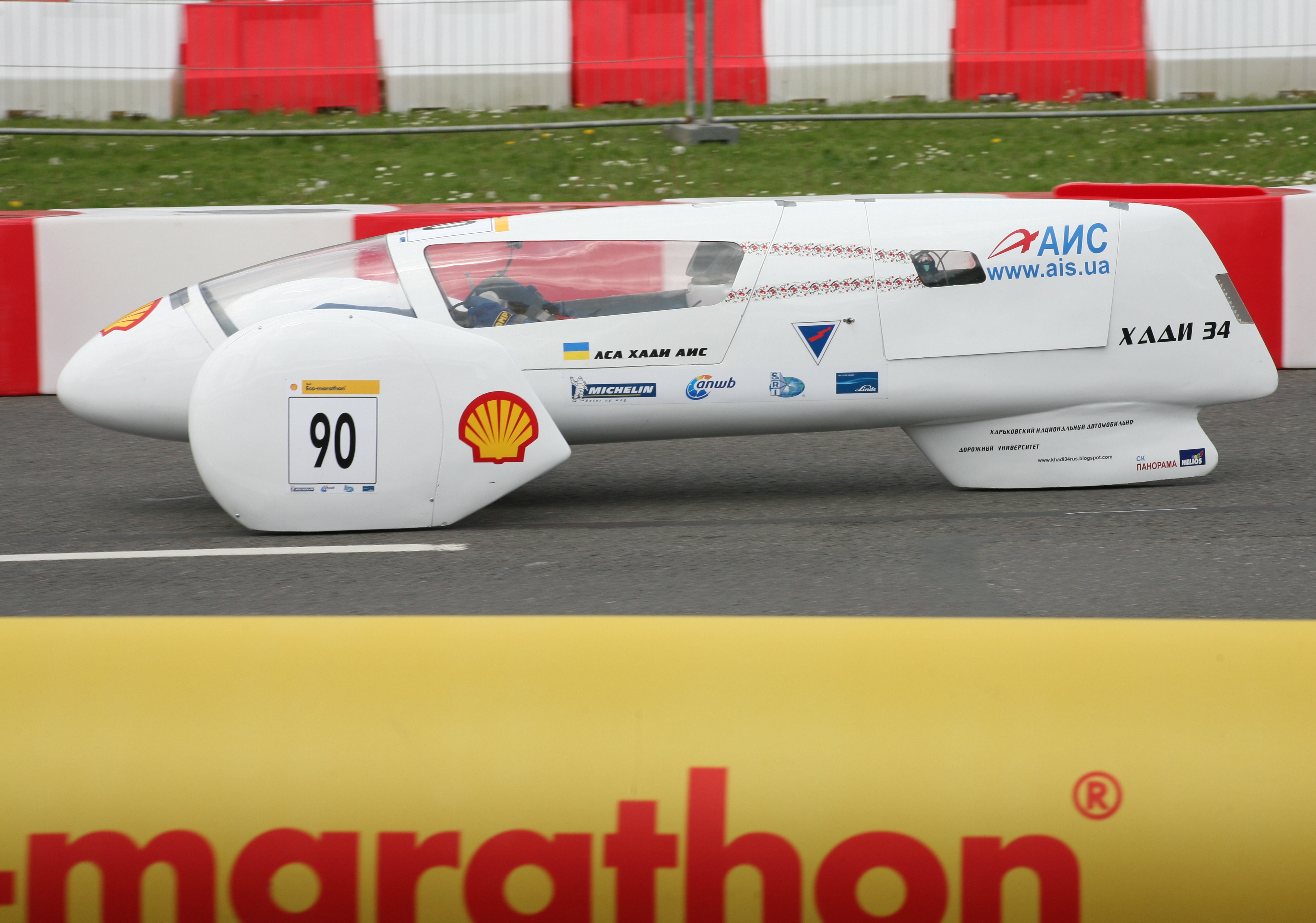
Автомобіль «ХАДІ-34» під час виступів за команду «ЛША ХАДІ АІС»

Лабораторія швидкісних автомобілів — ХАДІ — дослідницький центр та проектно-конструкторське бюро, яке займається створенням унікальних рекордно-гоночних і спортивних автомобілів та надсучасних екомобілів. Є структурним підрозділом Харківського національного автомобільно-дорожнього університету. Єдина в Україні та країнах СНД науково-виробнича установа такого типу. Випускає експериментальні автомобілі під маркою «ХАДІ».

## Історія
Лабораторія заснована 1953 року за сприяння тодішнього ректора ХАДІ Бориса Решетникова. У 1961 році при лабораторії створено проектно-конструкторське бюро. Першим проектом лабораторії був автомобіль «ХАДІ-1» — дипломний проект студента Л. Кононова, який у 1951—1954 роках на кілометровій дистанції встановив республіканський рекорд швидкості – 146 Км/год. Тривалий час керівником лабораторії був заслужений майстер спорту Володимир Нікітін.
Розробки бюро встановлювали республіканські, всесоюзні та світові рекорди. Зокрема, автомобіль «ХАДІ-3» занесений до Книги рекордів Гіннеса як найменший рекордний автомобіль у світі. «ХАДІ-7» — перший у Східній Європі газотурбінний рекордно-гоночний автомобіль, який у 1966 році встановив максимальну швидкість руху — 400 км/год. У 1964 році розпочато проектування автомобіля «ХАДІ-9» з реактивною тягою, єдиного в Східній Європі, призначеного для встановлення абсолютного рекорду швидкості. Двигуном нового автомобіля був турбореактивний РД-9БФ, маса якого становила 2 500 кг, габарити — 11500×3800×2500 мм, розрахункова швидкість – 1 200 км/год. Історія автомобіля «ХАДІ-9» стала сюжетом для художнього фільму «Швидкість», знятого кіностудією «Ленфільм» у 1983 році. Автомобіль «ХАДІ—11Е», перший радянський рекордно-гоночний електромобіль, був переданий Болгарії як зразок новаторської автомобільної творчості. 
У 2000-ні роки колектив лабораторії почав роботу над створенням екомобілів. Першим з них був кріомобіль – «ХАДІ—32». Найшвидшим автомобілем незалежної України, який встановив ряд світових рекордів, є «ХАДІ-34» — найенергоефективніший автомобіль, розроблений в Україні, занесений до Книги рекордів України за цим показником через витрати пального менше 2 г на 1 км. Автомобіль подолав 575 км, споживши лише 1 л пального.
Нині лабораторія працює над проектуванням і виготовленням гоночних автомобілів F-1600 міжнародної групи Е-8 (FIA), а також над створенням нового рекордного за показником мінімальності витрат пального екомобіля. На базі лабораторії створена спортивна команда «ЛША-ХАДІ», яка є учасником та призером чемпіонатів України з кільцевих перегонів та спеціалізованих міжнародних змагань.
Загалом лабораторією створено 34 моделі експериментальних автомобілів, які встановили 42 рекорди .